# مقصورة الراجح
مقصورة الراجح هي مقصورة بُنيت عام 1190 هـ في محافظة البكيرية، في منطقة القصيم في المملكة العربية السعودية، وتُعد الآن موقعًا أثريًّا.

## الموقع
تقع المقصورة في محافظة البكيرية في منطقة القصيم، حيث كان من اوائل الذين قدموا إلى البكيرية أحد أبناء قبيلة بني زيد الذي يعود نسب أسرة الراجحي له وهو الجد ناصر بن راجح بن حمد بن محمد بن حماد بن حرقوص.

## التاريخ
بعد استقرار ناصر الراجحي في البكيرية بعد محطات عديدة كانت المقصورة هي الآثر المادي الباقي الذي يجسد مسيرته، فكان واجب الحفاظ عليه والعناية به ليبقى معلماً بارزاً في قلب البكيرية، وقد مرت المقصورة بمراحل عديدة تعاقبت عليها وتفاوت تأثيرها بها منذ نشاتها وحتى اليوم، حيث يجري تطويرها وتنشيطها لتأخذ شكلها وحجمها الملائمين في التركيبة التراث والتاريخية.
بنيت المقصورة عام 1190هـ تقريباً بعد انتقال ناصر الراجحي من الهلالية، ثم تلتها فترات متباينة بني فيها باقي مرافق المنزل الرئيسية وهي المسجد والبئر والقهوة.

## العمارة
أخذت المقصورة الشكل المربع ذو برج واحد وجدران سميكة، وقد مرت برماحل عديدة تعاقبت عليها وتفاوت تأثيرها به منذ نشأتها وحتى اليوم، بنيت المقصورة للكسن وحصن متكامل الخدمات وهو مجهز بمستلزمات الحياة اليومية إضافة إلى المستودعات التي يمكن تخزين الاحتياجات التي تكفي لفترات طويلة، ويتألف من دورين الدور الأول يضم الضيافة ومخازن الطعام والدوري الثاني يضم السكن، كما يوضح أسلوب العمارة الحربية من خلال توفر العناصر المميزة لهذه العمارة كالارتفاع العالي للجدران وأماكن الاستكشاف ومنافذ الري 

### المسجد
أول ما يستقبل القادم من بعيد المنارة الشامخة لمسجد الراجحي المشيدة بطرازها النجدي، ونقوشها في داخل المسجد حيث السرحة التي تؤدي الصلاة في الاجواء المعتدلة ويتم العبور إلى الداخل حيث توجد الفتحات المثلثة في الجدران للتهوية والتبريد في الاجواء الحارة، ويحتوي المسجد على قسمين، خلوة شتوية تقام فيها الصلاة وقت اشتداد البرد والمطر، وقسم فتوح يحتوي على سقف وجدران مفتوحة لدخول الهواء الطلق وقت الصيف 

### القليب
كان البدء بحفر البئر هو أول أعمال ناصر الراجحي يرحمه الله، وبالوصولو إلى الماء ورصف جدران البئر أقيمت السواني وصنعت الغروب لجلب الماء من عمق البئر، ولم يكن في البكيرية آيبرا يسنى عليها غروب أكثر من بئر الراجحي التي عليها 11 غرب، واعتبرت حينها من أكبر الابار 

### مجلس القهوة
وهو مجلس العائلة والمكان المخصص لاستقبال الضيوف، ويتمتع مجلس القعوة بمعلقات أثرية من قبل الوصايا التي دونها الاباء والامهات الاوائل ولقد نقش ناصر الراجحي الكثير من الامور بالمجلس في حضور ابنائه ورفقائه من أهل البكيرية.
شيد مجلس القهوة عقب الانتهاء من عمارة المقصورة، ويتكون مجلس القهوة من =:
- الوجار
- الكمار
- السماوة [2]

## أقسام المقصورة
- الباحة الخارجية للمنزل
- المضافة
- غرفة المعيشة
- غرفة تخزين التمور
- غرف تخزين المؤنة
- المدخل الشرقي ودرج الصعود للطابق الثاني
- موزع بين الغرف
- حرم المسجد الباحة الشمالة ي
- حرم المسجد الباحة المسقوفة
- المسجد من الداخل
- المأذنة
- الموضئ
- البئر [2]